# Amalie Wulff
Amalie Wulff Nielsen (født 18. maj 1999 i Ballerup) er en dansk håndboldspiller, der spiller for den rumænske klub SCM Râmnicu Vâlcea.
Hun har tidligere optrådt for Nykøbing Falster Håndboldklub, Ajax København og Roskilde Håndbold.